# Bea Binene
Bea Binene, née le 4 novembre 1997, est une actrice et animatrice de télévision philippine.